# 尾上清

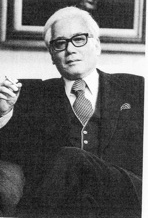
晩年の尾上清

尾上 清（おのえ きよし、1911年5月23日 - 1988年2月9日）は、日本の実業家。アパレル企業・レナウンの戦後創業者。

## 佐々木営業部からレナウンへ
レナウンの前身は大阪で佐々木八十八（ささき やそはち）と尾上設蔵（せつぞう）によって1902年に創業されたメリヤス等の繊維卸売業「佐々木営業部」。
1911年、尾上清は同社の支配人、尾上設蔵の長男として大阪市住吉区帝塚山に生まれた。帝塚山学院小学部、住吉中学をへて慶應義塾高等部に進む。卒業と同時に東京佐々木営業部に入社。同期入社に本間良雄、鈴木達雄、尾上俊郎など後の最高幹部たちがいた。
1922年、英国皇太子エドワードが巡洋戦艦レナウンで具奉艦ダーバンとともに訪日。佐々木営業部はメリヤス等の商品ブランドとして「レナウン」を商標登録した。
1938年、尾上清は招集され中国の天津に駐留。
1940年、復員して伊勢丹の小菅丹治社長（初代）の長女、喜子と結婚。達矢、美智子をもうける。
1941年、2度目の招集で熊本の天草聯隊に入隊。除隊して商品部長になる。
1944年、平和産業の営業は困難になり、佐々木営業部は「江商」と合併する。尾上清は3度目の招集で沖縄の部隊に入隊、終戦を宮古島で迎えた。復員後に江商衣料品部長になる。
1947年、尾上清は佐々木営業部を再建し社長に就任。資本金19万5千円、社員25名、大伝馬町の江商ビルの一部を借りて営業を開始した。当初は利益の上がらない会社だったが、尾上は人材や生産設備、宣伝には惜しみなく投資を続けた。「先行投資と消費者重視が2大政策」として1950年代以降から週刊誌やラジオで宣伝を開始した。小売部門として大阪心斎橋に有信実業を設立し石津謙介らと「レナウン・サービス・ステーション」と「田中千代デザイン・ルーム」を設立。素人のモデルを使い戦後初のファッションショーを文楽座で催した。
1949年、洋裁ブームにのって高級婦人服地「レナウン・ファブリック」を発売しファッション・ビジネスへの指向を強めていった。
1952年、製造部門である東京編織を「レナウン工業株式会社」に、3年後に佐々木営業部を「レナウン商事株式会社」に社名変更した。
1956年、レナウン商事の社長に本間良雄、レナウン工業の社長に鈴木達雄が就任、尾上清は両社の会長になった。本社を神田鎌倉町（現在の千代田区内神田の一部）に新築移転。同年、札幌、仙台、名古屋、広島、福岡の5都市に販売会社を設立し地方小売店への販路拡大を図る。レナウン・チェーンストア（RS）を全国に展開し「暮らしの肌着」を発売した。

## 系列会社による多角化経営
1961年、尾上は「これからはテレビの時代だ」とTV番組提供を命じる。小林亜星作曲の「ワンサカ娘」が誕生した。
1962年、本格的な婦人既製服時代の到来を予見して「レナウンルック（現ルック (アパレル)）」を設立し、米国アーキン社と技術提携して7サイズ表示式の本格的プレタポルテを発表。東村山に建設したオートメーション採用の近代的な縫製工場は話題になった。
1963年、レナウン商事、レナウン工業ともに資本金5億円となり二部市場に株式上場。東洋一のメリヤス工場を東京立川に完成させた。スーパーストア向けのブランド「ルノン」を発表した。
1967年、組み合わせニット「イエイエ」発売。NET系テレビ番組『日曜洋画劇場』を提供。テレビCM「イエイエ」がACC（全日本CM協議会）でグランプリ、青島幸男を使った「シリーズ肌着」は金賞を受賞した。以後、毎年数々のCMが受賞し続け、宣伝界をリードした。
1967年、レナウン商事は「株式会社レナウン」に社名変更（11月）。
1968年、レナウン工業を吸収合併し、新しい「株式会社レナウン」となり（1月）、尾上清は社長に。資本金16億円、従業員数3,700人。アメリカ合衆国各都市を視察した尾上はドレスだけの専門店が流行していることに眼を見はり、日本で婦人ドレス専門店をつくる決心をかためた。5ヶ月間の準備期間の後に、ドレスギャラリー「レリアン」を設立した。日本で初めての女性のための女性だけの店の誕生だった。翌年「レナウン」一部市場で株式公開。会長・尾上清、社長・尾上俊郎となる。
1970年、かねてより紳士服分野への進出を意図していた尾上は、紳士服の名門企業「ニシキ」と提携して「レナウンニシキ」を設立した。
1971年、レナウン本社を原宿に新築移転した。
1972年、レナウンニシキは株式会社「ダーバン」に社名変更。イメージ・キャラクターにフランスの人気映画スター、アラン・ドロンを起用。一挙に知名度を上げたものの売上は目標を下回り、3期までの累積赤字は10億円に達した。尾上はダーバン全社員を集めて6時間にわたる訓示を行い「売上の火の玉になれ」と激励。翌年には2億7千万円の黒字に転じた。
1973年、イタリアンレストラン「レナウン・ミラノ」を設立、外食産業に乗り出した。韓国に「和信レナウン」（後に東一レナウンと社名変更）、ブラジルに「レナウン・ド・ブラジル」、アメリカに「レナウン・エンタープライズ」を設立するなど海外事業の積極的展開を図る。
1974年、レナウンの年商は1000億円を超えた。
1975年、尾上清は創業幹部たちと現役を引退し理事長になる。以後、レナウンの役員会には出席していない。レナウンは本間が会長、伊藤が社長になる。
1976年、「レナウン・フーズ」（現「株式会社アーデン」）を設立、加工食品業界への進出を図る。
1977年、ダーバンが二部市場に株式上場し、その2年後には一部市場に株式上場。
1979年、レナウンは伊藤が会長に、稲川博通が社長になる。「レナウン・ホームズ」を設立、衣食住の経営多角化を図る。1982年、伊藤と前会長の本間が死去。
1988年、尾上は前年の夏にハワイで心臓の手術を受けたが、冬になって病状は悪化し日本医科大学付属病院に入院。2月9日未明、肺炎のため死去。享年76。この時点でレナウン・グループは、グループ51社、売上合計4000億円、資本金合計300億円、従業員合計2万2,000人に達していた。

## 語録
尾上清は経営や人生についての数々の語録を遺している。その一部を以下に紹介する。
- 人生の目的 - 金を貯めたり、地位や栄誉を得たいといった類いの現世利益を求めるのが人生の目的ではない。これらは“つまらない欲”であり“錯覚”だ。人生の目的はこれらの欲を捨てて“一生を楽しく心豊かに送ること” である。欲のあるヤツと欲のないヤツを一騎討ちさせてごらん。欲のないヤツが勝つに決まっている。
- 楽しい職場 - ファッション・ビジネスに必要なのは、みんなが楽しく働ける職場である。それをつくる条件は 1.感性を大切にする雰囲気があること 2.自分の仕事の結果と能力を上司がよく理解していると感じていること 3.それに応じたペイが与えられていること 4.勤務評定が公正で厳しいこと 5.出来る限り自由であること
- 組織と人間 - 仕事をするのは人間であって組織ではない。組織をつくれば、人が動き仕事が順調に進むと錯覚している人が多い。先に組織をつくって、あとから人をあてはめるな。実力のない人間で構成された組織がうまく動くはずがない。いま持っている人材、持ち駒がどんな力を持っているかを考えて、あとから組織をつくりなさい。
- 組織と能率 - 成績が悪くなると組織を細分化したがるものだが、これは反対だ。成績が悪くなったら組織を簡単にしなさい。丁寧にしたつもりの組織がかえって妨げる。同様に成績が悪くなるとブランドを増やしたがるものだが、かえってポイントがぼやけて売上が下がるものだ。
- 部下の識別 - 上司のご機嫌をとろうとアプローチしてくる部下をかわいがってはいけない。上司に気に入られようが気に入られまいが無頓着に仕事をしている部下こそ信頼に足る人間である。女の手練手管にも注意が必要だが、部下のそれにだまされる上司が意外に多いものだ。
- サラリーマンの能力 - 「この仕事は何人必要だから」という発想は錯覚だ。普通のサラリーマンは能力の半分も出し切ってはいない。眠っている半分の能力を引き出し、活用することを考えなさい。5人の店長に「給料を25％アップするから4人で思い切りやってごらん」これが私がレリアンでやってみた実験である。その結果、この店の売上は3割も伸びた。
- 厳しさ、暖かさ - 「仕事」に対して厳しくて「人間」に対して暖かい、これがいい管理職だ。この反対の上司は困る。「仕事」に甘くて「人間」に冷たい、なんていうのはどうにもならない。
- 過信 - 人の上にたつものは自分の経験からくる判断が一番正しいなどと過信してはならない。むしろ経験の7〜8割が間違っていると考えなさい。とくにセンスについては若い人達の感度が進んでいるのは当然だ。管理職は若い人達に教えを乞いなさい。
- 5・4・1 - 幹部の仕事には、将来のための仕事、現在の仕事、過去のあと始末の三つの仕事がある。仕事の態勢が後向きにある場合、決して成績は上がらない。販売減による在庫処理とか、回収の遅れのあと始末などの会議に時間をかけている課は成績が上がっていない。2ヶ月先の在庫はこの線にくるから来月はどうするかとか仕事が前向きになって場合は必ず成績が上がっている。幹部の仕事の内容比率は、将来の仕事5、現在の仕事4、過去の仕事1、くらいの比率をいつも維持してもらいたい。
- 知識と知恵 - 知識を勉強したり、数字を覚えたりするのは仕事ではない。勉強した知識や数字をどう使うかという知恵が仕事である。知識に頼った形式的な仕事から、知恵を使った実質的な仕事に切り替えるだけで人間の能力は何十%かアップするだろう。
- 規則 - 規則は少なければ少ないほどいい。人はそれぞれ能力は違うし、性格も違う。それを同じ規則でしばろうとするから能率が下がるのだ。ダメな会社ほど規則が多く、活気のある会社の規則は最小限だ。
- 女店長 - 「レリアンにはなぜ男の店長がいないのですか」ときかれることがある。そういうとき「店員が花瓶をもってころんだら男の店長なら注意しなさいというが、女の店長なら怪我はなかったかときく。小さな店にはこの優しさが必要だ」と答えている。
- 一着 - 「今年は昨年の2割アップだ」なんていうから皆がムリだと思ってしまう。「昨年より毎日1着余計に売りましょう」というとそれくらいなら出来ると思う。1日5着売っていた販売員が6着売れば2割アップだし、4着売っていた販売員が5着売れば2割5分アップになる。
- 空気 - 売り場はきれいなだけではお客様は入ってくれない。売場の空気が動いていなくてはいけない。いい店長は「空気の演出家」なんだ。
- あとあじ - 大切なことはお客様が買ってくれたかどうかより、売場を出るときにもう一度来たいと思われるかどうかだ。品物だけでなく「あとあじ」を売りなさい。
- 感謝-「長い間、面倒みてきた人間がえらくなったら寄り付かなくなったので寂しい」といった人がいた。「それは違うでしょう。好きで面倒みてきたんだから、感謝するのはあなたの方じゃありませんか」といったら「なるほどその通りだ」といわれた。女でもそうなんで、面倒みてきた女が別れたいといっても、ぼくは引き止めない。好きで面倒みたんだから、感謝するべきはぼくの方なんだ。
- ミーちゃん、ハーちゃん-ぼくは政界、財界、官界のえらい人と話をする機会が多い。しかし、そういう人達から教えられることは少ない。ぼくが勉強したのは全部ミーちゃん、ハーちゃんだ。うちに遊びにくるタワイもないような女の子と話していると「いいこと勉強したな」と思うことが沢山ある。ミーちゃん、ハーちゃんは利害を考えないで地のままで話している。ところが、えらい人達は「こんなこといえば、どう思われるか」と考えながら言葉を選んでいるから不純だ。不純なものから学ぶものは何もない。
- オリンピック-ぼくはオリンピックは好きじゃない。なぜかというと勝った人の国旗をあげるからだ。日本人と外国人が競技をしていたって日本人を応援しなくちゃならんという理屈はない。ぼくは可愛い子がいたらアメリカ人だってロシア人だって中国人だって応援しちゃうね。
- 幸せの星-ぼくは今までいいたいことをいって生きてきた。「それは尾上さんが幸せの星の下に生まれてきたんだから」という人がいるけど、それは違うね。ぼくは仕事が好きで、真剣に仕事をしてきたから何でもいえるようになったんだ。幸せの星は自分でつくれるものなんだ。
- 女性の社会進出 - 終戦直後の混乱期、「お嬢さん生活じゃダメだよ。自分の手で働く、一労働者にならんといかんね」と上司の娘で旧知だった坂野惇子（ファミリア創業者の一人）に諭して、ファミリア創業のきっかけとしている。

## ドラマ
- べっぴんさん - 2016年（平成28年）度下期NHK朝の連続テレビ小説。尾上清をモデルにした野上潔を高良健吾、父・尾上設蔵をモデルにした野上正蔵を名倉潤が演じている。